# Großer Preis von Argentinien 1980
Der Große Preis von Argentinien 1980 (offiziell XVI Gran Premio de la Republica Argentina) fand am 13. Januar auf dem Autódromo Municipal Ciudad de Buenos Aires in Buenos Aires statt und war das erste Rennen der Automobil-Weltmeisterschaft 1980.

## Berichte

### Hintergrund
Bereits in der zweiten Saisonhälfte 1979 hatte sich angedeutet, dass das Team Williams mit dem FW07 zu den Favoriten für die neue Saison zählen würde. Das amtierende Weltmeisterteam Ferrari ließ daraufhin durch Mauro Forghieri den Ferrari 312T5 entwickeln, der bereits zum Saisonauftakt Mitte Januar in Argentinien zur Verfügung stehen sollte. Dieses Fahrzeug sollte die aerodynamischen Schwächen des Vorgängermodells 312T4 bestmöglich ausgleichen. Ferrari stand jedoch weiterhin vor dem Problem, dass sich aufgrund des großen Zwölfzylindermotors mit 180°-Winkel kein perfektes Wing Car realisieren ließ.  Dies war einer der Gründe, warum man an der Konstruktion eines kompakteren Motors mit Turboaufladung arbeitete. Ein weiterer Grund dafür war, dass man anhand der Achtungserfolge des Renault-Teams im Vorjahr erkannt hatte, dass die Turbotechnik in der Formel 1 zunehmend an Bedeutung gewinnen würde.
Der beim Team Lotus unzufriedene Carlos Reutemann wechselte zu Williams und nahm an der Seite von Alan Jones den Platz von Clay Regazzoni ein. Dieser wechselte zu Ensign Racing, wo aufgrund finanzieller Unterstützung des neuen Hauptsponsors Unipart ein neu entwickelter Rennwagen verfügbar war.
Patrick Depailler wechselte zu Alfa Romeo und wurde dort zweiter Werksfahrer neben Bruno Giacomelli. Seinen Platz bei Ligier nahm sein Landsmann Didier Pironi ein, der wiederum bei Tyrrell durch Derek Daly ersetzt wurde.
Der neue Wagen des Lotus-Teams mit der Bezeichnung Lotus 81 wurde in den Farben des neuen Hauptsponsors Essex lackiert. Mario Andrettis neuer Teamkollege wurde nach Reutemanns Weggang der Italiener Elio de Angelis. Dieser musste sich jedoch zunächst aus seinem noch bestehenden Shadow-Vertrag herauskaufen. Das finanziell angeschlagene Team konstruierte daraufhin den DN11 und engagierte die beiden Debütanten Stefan Johansson und Dave Kennedy.
Das McLaren-Team, das 1979 ein Krisenjahr durchlebt hatte, hielt an John Watson fest, ersetzte jedoch den zweiten Werksfahrer Patrick Tambay durch den vielversprechenden Neuling Alain Prost.
Walter Wolf zog sein Team vom Wettbewerb zurück und verkaufte die Restbestände an Emerson Fittipaldi, der diese in sein eigenes Team integrierte und zudem auch den Fahrer Keke Rosberg übernahm. Unterstützt durch den neuen Hauptsponsor Skol entschied sich Fittipaldi, die gesamte Saison mit zwei Wagen zu bestreiten.
Nach dem Formel-1-Ausstieg von Hans-Joachim Stuck wurden Marc Surer und Jan Lammers die neuen Stammfahrer bei ATS.
Ferrari, Renault, Brabham und Arrows behielten jeweils die Fahrerpaarung bei, mit der sie die Saison 1979 beendet hatten.
Die Teams Merzario und Rebaque traten nicht mehr an. Stattdessen gab es mit Osella ein neues Team, das sich mit dem US-Amerikaner Eddie Cheever als einzigem Fahrer für die Saison anmeldete.
In der ursprünglich sehr britisch geprägten Formel 1 war Watson zum Saisonbeginn 1980 der einzige britische Fahrer.
Jody Scheckter bestritt seinen 100. Grand Prix.

### Training
Jones eröffnete die Saison mit einer Pole-Position neben Jacques Laffite und vor Pironi sowie Piquet. Die beiden Lotus-Piloten de Angelis und Andretti bildeten die dritte Startreihe.
Die vier Fahrer, die sich nicht für einen der 24 Startplätze qualifizierten, waren Cheever und Lammers sowie beide Shadow-Piloten.

### Rennen

Rennverlauf

Jones ging vor Piquet, Laffite, Reutemann und Pironi in Führung. Die beiden Landsmänner de Angelis und Patrese kollidierten und fielen dadurch weit zurück. Pironi und Jabouille schieden aufgrund technischer Probleme früh aus.
Aufgrund einer Plastiktüte, die sich in einen seiner Kühler verfangen hatte, überhitzte Jones’ Motor, was einen Boxenstopp erforderlich machte. Der Australier musste dadurch in der 18. Runde die Führung an Laffite abgeben und kam hinter Piquet und Villeneuve als Viertplatzierter zurück auf die Strecke. Bis zum 30. Umlauf kämpfte er sich zurück an die Spitze.
Nachdem Laffite und Villeneuve aufgrund technischer Defekte ausgeschieden waren, gewann Jones vor Piquet und Rosberg. Für die beiden Letzteren war dies die erste Podiumsplatzierung ihrer Formel-1-Karriere. Daly wurde Vierter vor Giacomelli und dem Debütanten Prost.
Die ersten WM-Punkte des Jahres verteilten sich auf die maximal mögliche Anzahl von sechs unterschiedlichen Teams.

## Meldeliste
| Team                          | Nr. | Fahrer                | Chassis        | Motor                    | Reifen |
| ----------------------------- | --- | --------------------- | -------------- | ------------------------ | ------ |
| Scuderia Ferrari SpA SEFAC    | 01  | Jody Scheckter        | Ferrari 312T5  | Ferrari 015 3.0 F12      | M      |
| Scuderia Ferrari SpA SEFAC    | 02  | Gilles Villeneuve     | Ferrari 312T5  | Ferrari 015 3.0 F12      | M      |
| Candy Tyrrell Team            | 03  | Jean-Pierre Jarier    | Tyrrell 009    | Ford Cosworth DFV 3.0 V8 | G      |
| Candy Tyrrell Team            | 04  | Derek Daly            | Tyrrell 009    | Ford Cosworth DFV 3.0 V8 | G      |
| Parmalat Racing Team          | 05  | Nelson Piquet         | Brabham BT49   | Ford Cosworth DFV 3.0 V8 | G      |
| Parmalat Racing Team          | 06  | Ricardo Zunino        | Brabham BT49   | Ford Cosworth DFV 3.0 V8 | G      |
| Marlboro Team McLaren         | 07  | John Watson           | McLaren M29    | Ford Cosworth DFV 3.0 V8 | G      |
| Marlboro Team McLaren         | 08  | Alain Prost           | McLaren M29    | Ford Cosworth DFV 3.0 V8 | G      |
| Team ATS                      | 09  | Marc Surer            | ATS D3         | Ford Cosworth DFV 3.0 V8 | G      |
| Team ATS                      | 10  | Jan Lammers           | ATS D3         | Ford Cosworth DFV 3.0 V8 | G      |
| Team Essex Lotus              | 11  | Mario Andretti        | Lotus 81       | Ford Cosworth DFV 3.0 V8 | G      |
| Team Essex Lotus              | 12  | Elio de Angelis       | Lotus 81       | Ford Cosworth DFV 3.0 V8 | G      |
| Unipart Racing Team           | 14  | Clay Regazzoni        | Ensign N180    | Ford Cosworth DFV 3.0 V8 | G      |
| Équipe Renault Elf            | 15  | Jean-Pierre Jabouille | Renault RE20   | Renault EF1 1.5 V6t      | M      |
| Équipe Renault Elf            | 16  | René Arnoux           | Renault RE20   | Renault EF1 1.5 V6t      | M      |
| Shadow Cars                   | 17  | Stefan Johansson      | Shadow DN11    | Ford Cosworth DFV 3.0 V8 | G      |
| Shadow Cars                   | 18  | Dave Kennedy          | Shadow DN11    | Ford Cosworth DFV 3.0 V8 | G      |
| Skol Fittipaldi Team          | 20  | Emerson Fittipaldi    | Fittipaldi F7  | Ford Cosworth DFV 3.0 V8 | G      |
| Skol Fittipaldi Team          | 21  | Keke Rosberg          | Fittipaldi F7  | Ford Cosworth DFV 3.0 V8 | G      |
| Marlboro Team Alfa Romeo      | 22  | Patrick Depailler     | Alfa Romeo 179 | Alfa Romeo 1260 3.0 V12  | G      |
| Marlboro Team Alfa Romeo      | 23  | Bruno Giacomelli      | Alfa Romeo 179 | Alfa Romeo 1260 3.0 V12  | G      |
| Équipe Ligier Gitanes         | 25  | Didier Pironi         | Ligier JS11/15 | Ford Cosworth DFV 3.0 V8 | G      |
| Équipe Ligier Gitanes         | 26  | Jacques Laffite       | Ligier JS11/15 | Ford Cosworth DFV 3.0 V8 | G      |
| Albilad-Williams Racing Team  | 27  | Alan Jones            | Williams FW07  | Ford Cosworth DFV 3.0 V8 | G      |
| Albilad-Williams Racing Team  | 28  | Carlos Reutemann      | Williams FW07B | Ford Cosworth DFV 3.0 V8 | G      |
| Warsteiner Arrows Racing Team | 29  | Riccardo Patrese      | Arrows A3      | Ford Cosworth DFV 3.0 V8 | G      |
| Warsteiner Arrows Racing Team | 30  | Jochen Mass           | Arrows A3      | Ford Cosworth DFV 3.0 V8 | G      |
| Osella Squadra Corse          | 31  | Eddie Cheever         | Osella FA1     | Ford Cosworth DFV 3.0 V8 | G      |

## Klassifikationen

### Qualifying
| Pos. | Fahrer                | Konstrukteur    | Qualifikationstraining 1 | Qualifikationstraining 1 | Qualifikationstraining 2 | Qualifikationstraining 2 | Start |
| Pos. | Fahrer                | Konstrukteur    | Zeit                     | Ø-Geschwindigkeit        | Zeit                     | Ø-Geschwindigkeit        | Start |
| ---- | --------------------- | --------------- | ------------------------ | ------------------------ | ------------------------ | ------------------------ | ----- |
| 01   | Alan Jones            | Williams-Ford   | 1:44,17                  | 206,247 km/h             | 1:44,83                  | 204,949 km/h             | 01    |
| 02   | Jacques Laffite       | Ligier-Ford     | 1:44,44                  | 205,714 km/h             | 13:02,48                 | 27,457 km/h              | 02    |
| 03   | Didier Pironi         | Ligier-Ford     | 1:44,64                  | 205,321 km/h             | 1:46,15                  | 202,400 km/h             | 03    |
| 04   | Nelson Piquet         | Brabham-Ford    | 1:46,04                  | 202,610 km/h             | 1:45,02                  | 204,578 km/h             | 04    |
| 05   | Elio de Angelis       | Lotus-Ford      | 1:47,30                  | 200,231 km/h             | 1:45,46                  | 203,725 km/h             | 05    |
| 06   | Mario Andretti        | Lotus-Ford      | 1:45,78                  | 203,108 km/h             | 1:47,94                  | 199,044 km/h             | 06    |
| 07   | Riccardo Patrese      | Arrows-Ford     | 1:46,01                  | 202,668 km/h             | 1:48,03                  | 198,878 km/h             | 07    |
| 08   | Gilles Villeneuve     | Ferrari         | 1:46,35                  | 202,020 km/h             | 1:46,07                  | 202,553 km/h             | 08    |
| 09   | Jean-Pierre Jabouille | Renault         | 1:46,15                  | 202,400 km/h             | 1:47,16                  | 200,493 km/h             | 09    |
| 10   | Carlos Reutemann      | Williams-Ford   | 1:46,19                  | 202,324 km/h             | 1:46,36                  | 202,001 km/h             | 10    |
| 11   | Jody Scheckter        | Ferrari         | 1:47,06                  | 200,680 km/h             | 1:46,28                  | 202,153 km/h             | 11    |
| 12   | Alain Prost           | McLaren-Ford    | 1:46,75                  | 201,263 km/h             | 1:46,81                  | 201,150 km/h             | 12    |
| 13   | Keke Rosberg          | Fittipaldi-Ford | 1:46,97                  | 200,849 km/h             | 1:47,22                  | 200,381 km/h             | 13    |
| 14   | Jochen Mass           | Arrows-Ford     | 1:47,85                  | 199,210 km/h             | 1:47,05                  | 200,699 km/h             | 14    |
| 15   | Clay Regazzoni        | Ensign-Ford     | 1:47,18                  | 200,455 km/h             | 1:50,97                  | 193,609 km/h             | 15    |
| 16   | Ricardo Zunino        | Brabham-Ford    | 1:47,51                  | 199,840 km/h             | 1:47,41                  | 200,026 km/h             | 16    |
| 17   | John Watson           | McLaren-Ford    | 1:47,70                  | 199,487 km/h             | 1:48,06                  | 198,823 km/h             | 17    |
| 18   | Jean-Pierre Jarier    | Tyrrell-Ford    | 1:47,83                  | 199,247 km/h             | 1:48,06                  | 198,823 km/h             | 18    |
| 19   | René Arnoux           | Renault         | 1:49,42                  | 196,352 km/h             | 1:48,24                  | 198,492 km/h             | 19    |
| 20   | Bruno Giacomelli      | Alfa Romeo      | 1:48,44                  | 198,126 km/h             | 1:50,78                  | 193,941 km/h             | 20    |
| 21   | Marc Surer            | ATS-Ford        | 1:49,50                  | 196,208 km/h             | 1:48,86                  | 197,362 km/h             | 21    |
| 22   | Derek Daly            | Tyrrell-Ford    | 1:48,95                  | 197,199 km/h             | 1:49,23                  | 196,693 km/h             | 22    |
| 23   | Patrick Depailler     | Alfa Romeo      | 1:49,39                  | 196,406 km/h             | 1:49,20                  | 196,747 km/h             | 23    |
| 24   | Emerson Fittipaldi    | Fittipaldi-Ford | 1:49,42                  | 196,352 km/h             | 1:49,56                  | 196,101 km/h             | 24    |
| DNQ  | Dave Kennedy          | Shadow-Ford     | 1:53,45                  | 189,377 km/h             | 1:50,25                  | 194,873 km/h             | –     |
| DNQ  | Jan Lammers           | ATS-Ford        | 1:52,16                  | 191,555 km/h             | 1:51,39                  | 192,879 km/h             | –     |
| DNQ  | Stefan Johansson      | Shadow-Ford     | 1:55,15                  | 186,581 km/h             | 1:51,57                  | 192,568 km/h             | –     |
| DNQ  | Eddie Cheever         | Osella-Ford     | 1:54,12                  | 188,265 km/h             | 2:04,62                  | 172,403 km/h             | –     |

### Rennen
| Pos. | Fahrer                | Konstrukteur    | Runden | Stopps | Zeit       | Start | Schnellste Runde |
| ---- | --------------------- | --------------- | ------ | ------ | ---------- | ----- | ---------------- |
| 01   | Alan Jones            | Williams-Ford   | 53     | 1      | 1:43:24,38 | 01    | 1:50,45 (05.)    |
| 02   | Nelson Piquet         | Brabham-Ford    | 53     | 0      | + 24,59    | 04    | 1:51,59          |
| 03   | Keke Rosberg          | Fittipaldi-Ford | 53     | 1      | + 1:18,64  | 13    | 1:52,30          |
| 04   | Derek Daly            | Tyrrell-Ford    | 53     | 0      | + 1:23,48  | 22    | 1:54,01          |
| 05   | Bruno Giacomelli      | Alfa Romeo      | 52     | 0      | + 1 Runde  | 20    | 1:55,04          |
| 06   | Alain Prost           | McLaren-Ford    | 52     | 0      | + 1 Runde  | 12    | 1:54,13          |
| 07   | Ricardo Zunino        | Brabham-Ford    | 51     | 0      | + 2 Runden | 16    | 1:56,12          |
| –    | Patrick Depailler     | Alfa Romeo      | 46     | 0      | DNF        | 23    | 1:55,90          |
| –    | Jody Scheckter        | Ferrari         | 45     | 0      | DNF        | 11    | 1:52,06          |
| –    | Clay Regazzoni        | Ensign-Ford     | 44     | 2      | NC         | 15    | 1:55,46          |
| –    | Emerson Fittipaldi    | Fittipaldi-Ford | 37     | 3      | NC         | 24    | 1:55,27          |
| –    | Gilles Villeneuve     | Ferrari         | 36     | 0      | DNF        | 08    | 1:52,15          |
| –    | Jacques Laffite       | Ligier-Ford     | 30     | 0      | DNF        | 02    | 1:51,38          |
| –    | Riccardo Patrese      | Arrows-Ford     | 27     | 0      | DNF        | 07    | 1:52,76          |
| –    | Marc Surer            | ATS-Ford        | 27     | 1      | DNF        | 21    | 1:55,38          |
| –    | Mario Andretti        | Lotus-Ford      | 20     | 1      | DNF        | 06    | 1:55,79          |
| –    | Jochen Mass           | Arrows-Ford     | 20     | 1      | DNF        | 14    | 1:52,10          |
| –    | Carlos Reutemann      | Williams-Ford   | 12     | 1      | DNF        | 10    | 1:51,69          |
| –    | Elio de Angelis       | Lotus-Ford      | 7      | 0      | DNF        | 05    | 1:53,05          |
| –    | John Watson           | McLaren-Ford    | 5      | 0      | DNF        | 17    | 1:54,06          |
| –    | Jean-Pierre Jabouille | Renault         | 3      | 0      | DNF        | 09    | 2:31,57          |
| –    | René Arnoux           | Renault         | 2      | 0      | DNF        | 19    | 1:57,49          |
| –    | Didier Pironi         | Ligier-Ford     | 1      | 0      | DNF        | 03    | 1:59,53          |
| –    | Jean-Pierre Jarier    | Tyrrell-Ford    | 1      | 0      | DNF        | 18    | 2:41,18          |

## WM-Stände nach dem Rennen
Die ersten sechs des Rennens bekamen 9, 6, 4, 3, 2 bzw. 1 Punkt(e). Es zählten nur die besten fünf Ergebnisse aus den ersten sieben Rennen und die besten fünf Ergebnisse aus den letzten sieben Rennen. In der Konstrukteurswertung wurden alle Resultate gewertet.

### Fahrerwertung
| Pos. | Fahrer             | Konstrukteur    | Punkte |
| ---- | ------------------ | --------------- | ------ |
| 01   | Alan Jones         | Williams-Ford   | 9      |
| 02   | Nelson Piquet      | Brabham-Ford    | 6      |
| 03   | Keke Rosberg       | Fittipaldi-Ford | 4      |
| 04   | Derek Daly         | Tyrrell-Ford    | 3      |
| 05   | Bruno Giacomelli   | Alfa Romeo      | 2      |
| 06   | Alain Prost        | McLaren-Ford    | 1      |
| 07   | Ricardo Zunino     | Brabham-Ford    | 0      |
| –    | Patrick Depailler  | Alfa Romeo      | 0      |
| –    | Jody Scheckter     | Ferrari         | 0      |
| –    | Clay Regazzoni     | Ensign-Ford     | 0      |
| –    | Emerson Fittipaldi | Fittipaldi-Ford | 0      |
| –    | Gilles Villeneuve  | Ferrari         | 0      |

| Pos. | Fahrer                | Konstrukteur  | Punkte |
| ---- | --------------------- | ------------- | ------ |
| –    | Jacques Laffite       | Ligier-Ford   | 0      |
| –    | Riccardo Patrese      | Arrows-Ford   | 0      |
| –    | Marc Surer            | ATS-Ford      | 0      |
| –    | Mario Andretti        | Lotus-Ford    | 0      |
| –    | Jochen Mass           | Arrows-Ford   | 0      |
| –    | Carlos Reutemann      | Williams-Ford | 0      |
| –    | Elio de Angelis       | Lotus-Ford    | 0      |
| –    | John Watson           | McLaren-Ford  | 0      |
| –    | Jean-Pierre Jabouille | Renault       | 0      |
| –    | René Arnoux           | Renault       | 0      |
| –    | Didier Pironi         | Ligier-Ford   | 0      |
| –    | Jean-Pierre Jarier    | Tyrrell-Ford  | 0      |

### Konstrukteurswertung
| Pos. | Konstrukteur    | Punkte |
| ---- | --------------- | ------ |
| 01   | Williams-Ford   | 9      |
| 02   | Brabham-Ford    | 6      |
| 03   | Fittipaldi-Ford | 4      |
| 04   | Tyrrell-Ford    | 3      |
| 05   | Alfa Romeo      | 2      |
| 06   | McLaren-Ford    | 1      |
| –    | Ferrari         | 0      |

| Pos. | Konstrukteur | Punkte |
| ---- | ------------ | ------ |
| –    | Ensign-Ford  | 0      |
| –    | Ligier-Ford  | 0      |
| –    | Arrows-Ford  | 0      |
| –    | ATS-Ford     | 0      |
| –    | Lotus-Ford   | 0      |
| –    | Renault      | 0      |